# Jean-Gaspard Páleníček
Jean-Gaspard Páleníček (* 15. září 1978, Praha) je česko-francouzský básník, překladatel, herec a kurátor.

## Osobní život
Vystudoval bohemistiku a literární vědu na Filozofické fakultě Univerzity Karlovy a pařížské Sorbonně. V letech 1993–1996 byl žákem skladatele Miloše Boka.
V letech 1997–2001 byl členem pražského divadla Orfeus pod vedením režiséra Radima Vašinky, kde vytvořil mimo jiné roli Croniamantala (G. Apollinaire, Zavražděný básník).
Přeložil řadu literárních textů mezi češtinou a francouzštinou (Vladimíra Čerepková, Miloš Doležal, Vladimír Holan, Bohumil Hrabal, Petr Hruška, J. H. Krchovský, Richard Weiner...). Režíroval desítky literárních pořadů. Byl kurátorem či pořadatelem řady výstav (mimo jiné J. Barta, V. Boudník, P. Brázda, A. Diviš, R. Dzurko, bratři Formani, M. Grygar, V. Karlík, I. Matoušek, V. Nováková, K. Pacovská, I. Pinkava, B. Reynek...). Je editorem či spoluvydavatelem výtvarných katalogů a literárních publikací (A. Diviš, V. Karlík, I. Matoušek, V. Nováková, M. Doležal...). Byl dramaturgem různých filmových festivalů a významně se podílel na propagaci české kinematografie ve Francii. Je autorem textů o filmu.
V letech 2004-2017 pracoval v pařížském Českém centru. Od roku 2009 spolupracuje s kulturním časopisem Revolver Revue. Od roku 2017 řídí agenturu JGP ART Tokio, která pořádala kulturní projekty mezi Japonskem a Evropou. Od roku 2023 působí v pražském Památníku národního písemnictví, od roku 2024 jako náměstek ředitele.
Je vnukem klavíristy a skladatele Josefa Páleníčka.

## Výběrová bibliografie
- Břízy [Les Bouleaux], novela, Paříž, Revue K, 2008[41][42]
- Mater dolorosa, poezie, Paříž, Revue K, 2009[43]
- Balzacova domácnost [Le Ménage de Balzac], divadelní hra, Paříž, Revue K, 2009[44]
- Jedna věta [Jedna věta], zápisky, poezie, Praha, Revolver Revue, 2013[45]
- Iogi, komiks, ve spolupráci s Václavem Šlajchem a kreslíři z Ateliéru mediální ilustrace Fakulty designu a umění Ladislava Sutnara, Fakulta designu a umění Ladislava Sutnara Západočeské univerzity, Plzeň, 2021 (15. Japan International Manga Award, Cena Muriel za nejlepší scénář, Umělecká cena města Plzeň)[46][47][48][49][50][51]
- Mater speciosa, poezie, Praha, Revolver Revue, 2022[52][53][54][55]
- Hikobae, komiks, ve spolupráci s Václavem Šlajchem a kreslíři z Ateliéru mediální ilustrace Fakulty designu a umění Ladislava Sutnara, Kulturalis, Londýn, Kavka Books, Praha, 2024[56][57]